# Verva ActiveJet

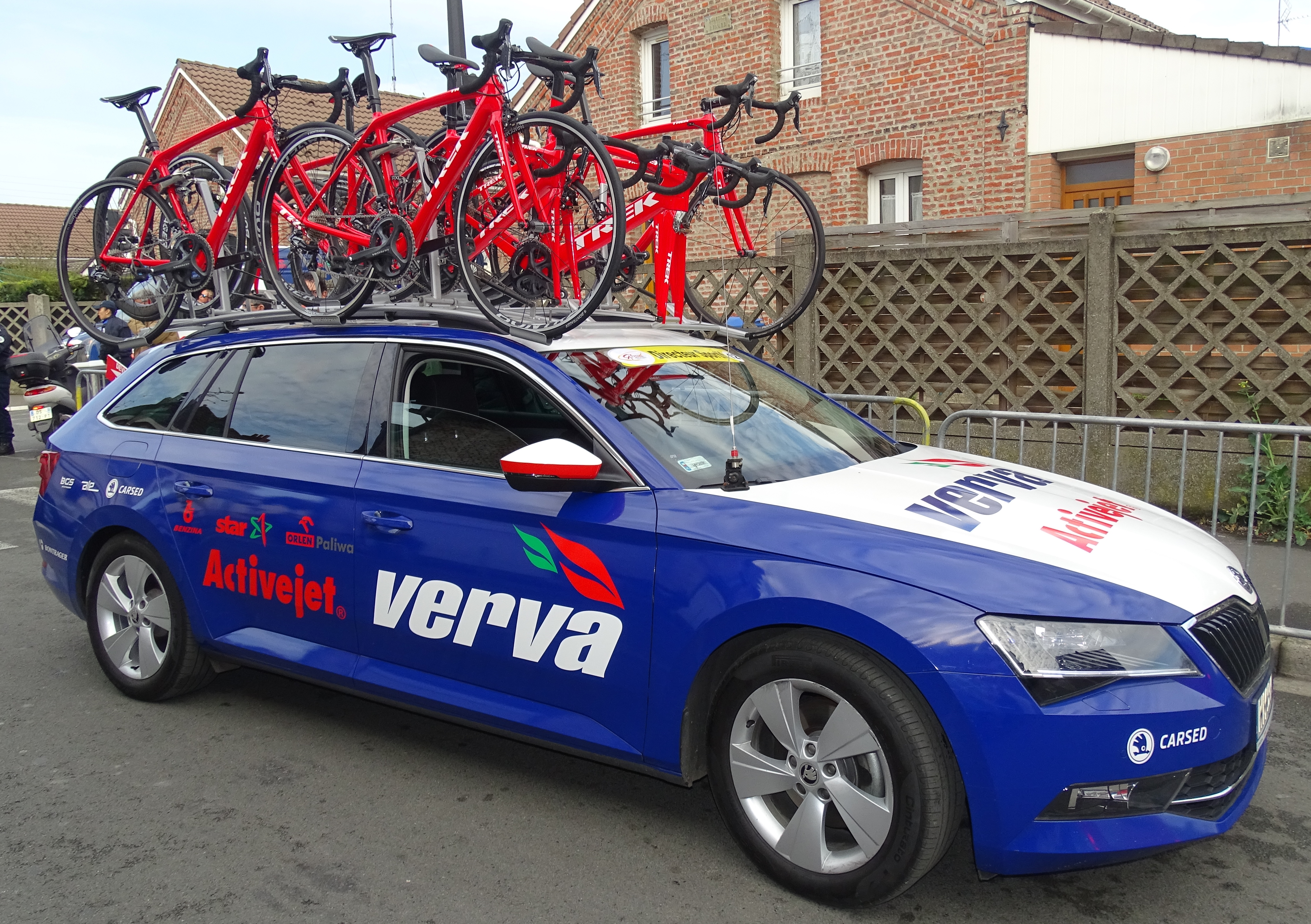
Vehicle de l'equip al 2016

L'equip Verva ActiveJet (codi UCI: VAT) va ser un equip ciclista professional polonès amb categoria continental professional. Es va crear el 2014 com equip continental. el 2016 va pujar de categoria.
No s'ha de confondre amb l'antic Mróz-Active Jet.

## Principals resultats
- Copa dels Carpats: Paweł Franczak (2014)
- Puchar Ministra Obrony Narodowej: Konrad Dąbkowski (2014)
- Volta a l'Alentejo: Paweł Bernas (2015)
- Szlakiem Grodów Piastowskich: Paweł Bernas (2015)
- Visegrad 4 Bicycle Race-GP Czech Republic: Paweł Bernas (2015)
- Memorial Henryk Łasak: Paweł Franczak (2016)

### A les grans voltes
- Giro d'Itàlia
  - 0 participacions
- Tour de França
  - 0 participacions
- Volta a Espanya
  - 0 participacions

## Composició de l'equip
| \| Llista de l'equip 2016 \| Llista de l'equip 2016 \| Llista de l'equip 2016 \| Llista de l'equip 2016 \| \| Ciclista \| Data de naixement \| Equip previ \| \| \| --------------------------------------- \| ---------------------- \| ----------------------- \| ---------------------- \| \| Stanisław Aniołkowski \| 20 de gener de 1997 \| \| \| \| Adrian Banaszek \| 21 de octubre de 1993 \| Kolss-BDC (2015) \| \| \| Norbert Banaszek \| 18 de juny de 1997 \| \| \| \| Paweł Bernas \| 24 de maig de 1990 \| BDC Marcpol (2014) \| \| \| Łukasz Bodnar \| 10 de maig de 1982 \| Bank BGŻ (2013) \| \| \| Paweł Charucki \| 14 de octubre de 1988 \| Domin Sport (2015) \| \| \| Paweł Cieślik \| 12 de abril de 1986 \| Whirlpool-Author (2015) \| \| \| Paweł Franczak \| 7 de octubre de 1991 \| \| \| \| Kamil Gradek \| 17 de setembre de 1990 \| BDC Marcpol (2014) \| \| \| Karel Hník \| 8 de agost de 1991 \| Cult Energy (2015) \| \| \| Jonas Koch \| 25 de juny de 1993 \| Rad-net Rose (2015) \| \| \| Michał Podlaski \| 3 de maig de 1988 \| Bank BGŻ (2013) \| \| \| Jiří Polnický \| 16 de desembre de 1989 \| Whirlpool-Author (2015) \| \| \| Jordi Simón Casulleras \| 6 de setembre de 1990 \| Team Ecuador (2015) \| \| \| Adam Stachowiak \| 10 de juny de 1989 \| Kolss-BDC (2015) \| \| \| Daniel Staniszewski \| 5 de maig de 1997 \| \| \| \| \| \| \| \| \| Fonts: ProCyclingStats Cycling Archives \| \| \| \| |                        |                         |  |
| Llista de l'equip 2016 |                        |                         |  |
| Ciclista | Data de naixement      | Equip previ             |  |
| Stanisław Aniołkowski | 20 de gener de 1997    |                         |  |
| Adrian Banaszek | 21 de octubre de 1993  | Kolss-BDC (2015)        |  |
| Norbert Banaszek | 18 de juny de 1997     |                         |  |
| Paweł Bernas | 24 de maig de 1990     | BDC Marcpol (2014)      |  |
| Łukasz Bodnar | 10 de maig de 1982     | Bank BGŻ (2013)         |  |
| Paweł Charucki | 14 de octubre de 1988  | Domin Sport (2015)      |  |
| Paweł Cieślik | 12 de abril de 1986    | Whirlpool-Author (2015) |  |
| Paweł Franczak | 7 de octubre de 1991   |                         |  |
| Kamil Gradek | 17 de setembre de 1990 | BDC Marcpol (2014)      |  |
| Karel Hník | 8 de agost de 1991     | Cult Energy (2015)      |  |
| Jonas Koch | 25 de juny de 1993     | Rad-net Rose (2015)     |  |
| Michał Podlaski | 3 de maig de 1988      | Bank BGŻ (2013)         |  |
| Jiří Polnický | 16 de desembre de 1989 | Whirlpool-Author (2015) |  |
| Jordi Simón Casulleras | 6 de setembre de 1990  | Team Ecuador (2015)     |  |
| Adam Stachowiak | 10 de juny de 1989     | Kolss-BDC (2015)        |  |
| Daniel Staniszewski | 5 de maig de 1997      |                         |  |
| |                        |                         |  |
| Fonts: ProCyclingStats Cycling Archives |                        |                         |  |

## Classificacions UCI

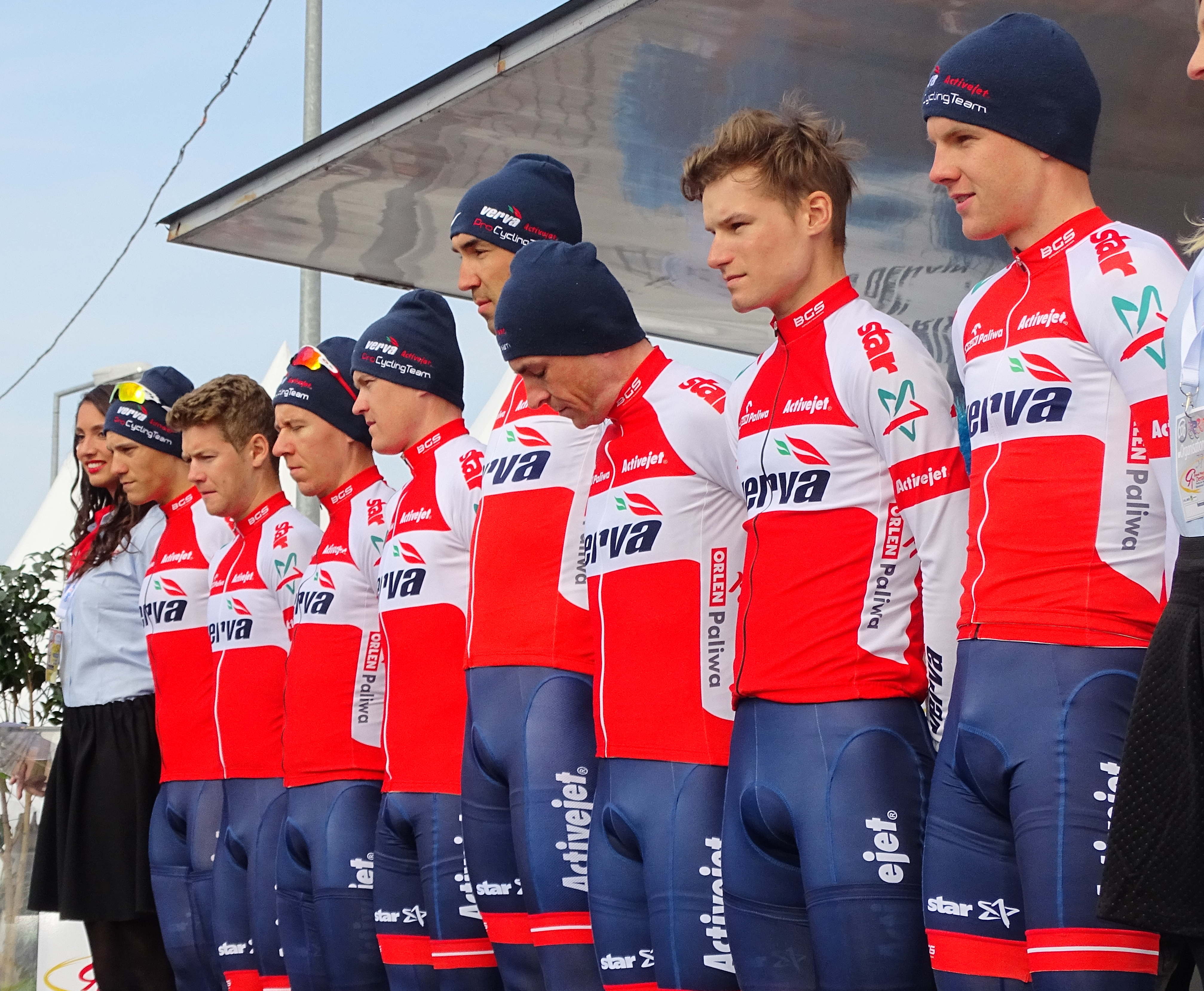
L'equip al 2016

L'equip participa en els Circuits continentals de ciclisme. La taula presenta les classificacions de l'equip al circuit, així com el millor ciclista individual.
UCI Europa Tour
| Temporada | Classificació per equips | Millor ciclista en la classificació individual |
| --------- | ------------------------ | ---------------------------------------------- |
| 2014      | 46è                      | Paweł Franczak (108è)                          |
| 2015      | 31è                      | Paweł Bernas (46è)                             |
| 2016      | 25è                      | Paweł Franczak (143è)                          |